# Wilhelm Mohnke
Wilhelm Mohnke (15. března 1911, Lübeck – 6. srpna 2001, Rahlstedt) byl německý vojenský důstojník, který byl jedním z původních členů Schutzstaffel SS-Stabswache Berlin (štábní stráž Berlín) vytvořené v březnu 1933. Mohnke, který se v září 1931 připojil k nacistické straně, se stal jedním z posledních zbývajících generálních důstojníků Adolfa Hitlera na konci druhé světové války v Evropě.

## Druhá světová válka
Mohnke se zúčastnil tažení do Polska v září 1939. Dne 7. září 1939 byl zraněn a uzdravoval se v nemocnici v Praze. Za své zranění obdržel Mohnke odznak za zranění v černém. Dne 29. září 1939 mu byl udělen Železný kříž 2. třídy a 8. listopadu 1939 Železný kříž I. třídy.
Mohnke vedl 5. rotu 2. praporu Infanterie-Regiment Leibstandarte SS Adolf Hitler na začátku bitvy o Francii v roce 1940. Velení 2. praporu převzal 28. května poté, co byl zraněn velitel praporu. V této době byl Mohnke údajně zapojen do vraždy 80 britských (ze 48. divize) a francouzských válečných zajatců poblíž Wormhoutu. Mohnke nebyl kvůli těmto obviněním nikdy postaven před soud. Když byl případ v roce 1988 znovu otevřen dospěl německý prokurátor k závěru, že pro vznesení obvinění není dostatek důkazů. Případ se krátce znovu vynořil na konci roku 1993, kdy se ukázalo, že britská vláda během dřívějšího vyšetřování neodhalila některé relevantní soubory ze svých archivů. Ani z toho však nic zásadního nevzešlo.
Velel 2. praporu během balkánské kampaně. V první den kampaně utrpěl těžké zranění nohy při jugoslávském leteckém útoku 6. dubna 1941. Podle lékařů měla být jeho noha amputován, ale Mohnke nesouhlasil a noha mu amputována nebyla. Jeho rána byla tak vážná, že mu lékaři museli odstranit část chodidla. Dne 26. prosince 1941, kdy se Mohnke stále zotavoval, byl vyznamenán Německým křížem ve zlatě. Mohnke se vrátil do aktivní služby v roce 1942; byl v březnu 1942 převelen k náhradnímu praporu.
S divizí SS Leibstandarte se Mohnke zúčastnil bojů ve Francii, Polsku a na Balkáně. V roce 1943 byl jmenován velitelem pluku v divizi SS Hitlerjugend. Vedl jednotku v bitvě o Caen a dne 11. července 1944 obdržel Rytířský kříž Železného kříže. Během bitvy v Ardenách v prosinci 1944 velel své původní divizi Leibstandarte.
Během bitvy o Berlín velel Mohnke Kampfgruppe Mohnke a byl pověřen obranou berlínské vládní čtvrti, včetně říšského kancléřství a Reichstagu. Po válce byl vyšetřován za válečné zločiny, včetně obvinění, že byl zodpovědný za vraždu vězňů ve Francii v roce 1940, Normandii v červnu 1944 a Belgii v prosinci 1944. Přestože Mohnke strávil 10 let v sovětské vazbě, nebyl nikdy obviněn z žádných zločinů a zemřel v roce 2001 ve věku 90 let.